# 馬場信春

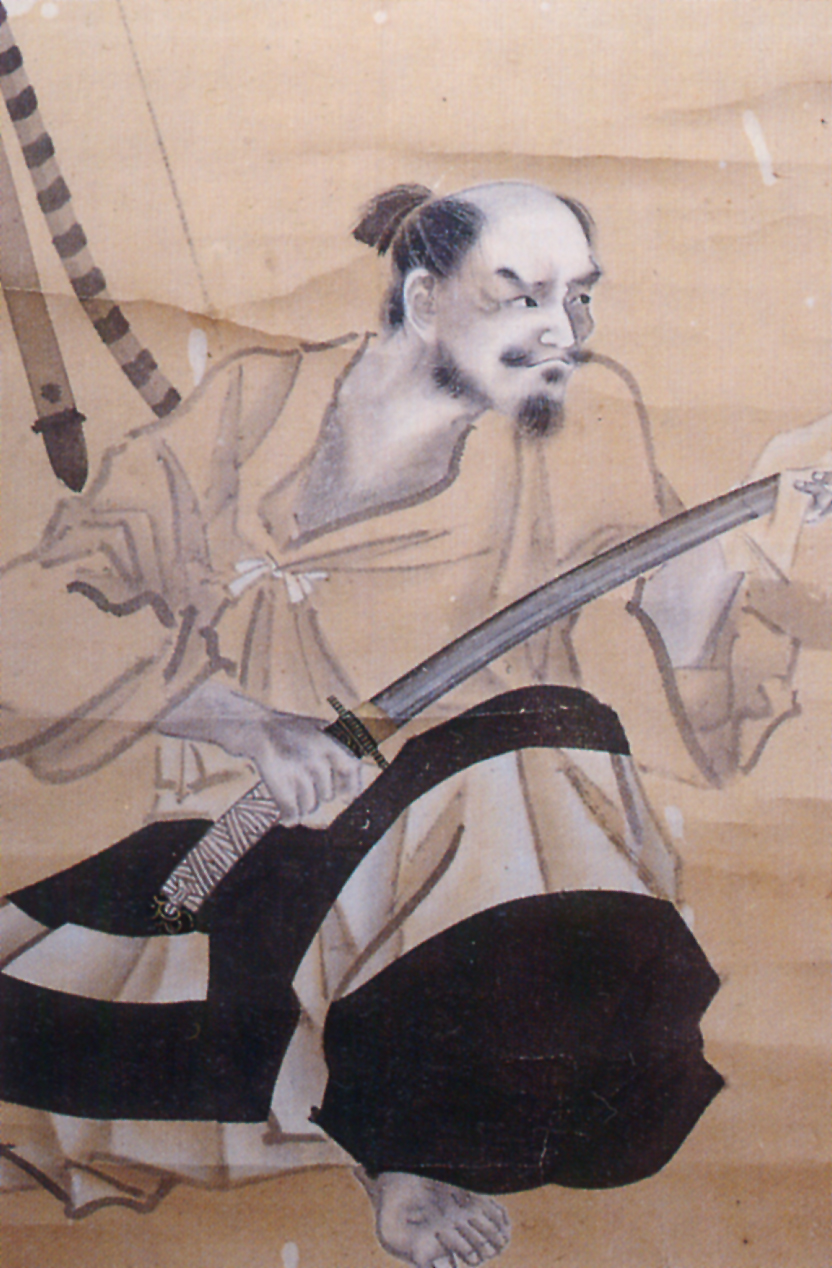
馬場信春

馬場信春（1515年—1575年7月8日）為日本戰國時代的武田氏家臣，父親為教來石信保。本名教來石景政，別稱信房、信勝、氏勝、信武（信字為武田信玄所賜），史料有將這幾個名字一起混用，當中在晚年，以信房這個名字最為有名。通稱美濃守。他的嫡子有昌房。

## 生涯
信房的出身乃是正統的甲斐武將，其父親是甲斐武士教來石遠江守信保，原以教來石為姓氏，名為景政。其後由於武田家譜代家臣馬場虎貞向信玄的父親武田信虎勸諫討伐一族的加賀美虎光一事而觸怒信虎並被處決，馬場家斷絕後，天文15年（1546年）由他入繼馬場家，因而改名為馬場信房，後又改名為信春。
隨同武田晴信（信玄）初陣進攻海之口城，成功討取敵將平賀成賴而建立功勳。天文10年（1541年）時信玄將信虎流放至遠江，信房與重臣板垣信方、甘利虎泰居功厥偉，信房的功績得到信玄認同而受到重用。後來隨同信玄攻略諏訪、伊那（信濃國）等領地。天文15年（1546年）更以「旗本組侍大將持有騎馬五十騎」的獎勵受到拔擢，同時受信玄之命改名為信房。永祿2年（1559年）增加為一百二十騎大將，並成為譜代家老眾其中一人。
改名之後信房更為活躍，功勳亦不斷累積，尤其1561年著名的第四次川中島之戰，信房擔任妻女山攻擊機動隊，率領一百二十騎對戰越後上杉軍，勇名大噪；永祿11年（1568年）參與入侵駿河。永祿12年（1569年）參與三增峠之戰，擔任先鋒與北條軍激戰。元龜3年（1572年）參與信玄發起的西上作戰，負責進攻只來城。另外在信玄重擊德川家康的三方原之戰中，信房與山縣昌景、內藤昌豐擔任頭陣，對敗走濱松城的德川家康軍追擊，被評為功績第一。1564年武田名將「鬼美濃」原虎胤病死後，信玄命信房繼承鬼美濃的武名，同時受封為美濃守，改名為信春。
關於信房的戰爭天份，於『甲斐國志』中記述「其智勇時常勝於諸將」，在其40餘年軍旅生涯中參與的合戰70餘場，卻連一次也沒有負傷過。除了武勇之外，信房也向小畠虎盛學習築城之術，信玄曾命信房協助建造海津城，並擔任海津城城主以抵禦上杉謙信，信房在擔任城主期間深得民心，被將士與平民百姓稱為「具有一國太守器量的人物」，其人望在甲陽軍鑑一書中也頗受稱道。
後來信玄死後武田勝賴繼位，與山縣昌景一樣漸漸被勝賴疏遠。天正3年（1575年）在武田家武運斷絕的長篠合戰時，信房見織田軍鐵炮隊守備堅固，不利騎兵正面攻擊，因而建議勝賴即時撤退，但勝賴不願接受，認為「織田軍一直避免主力對決，此次在長篠城應集中全力將其一次殲滅」，信房持續勸阻，然而勝賴卻一意孤行，結果武田家的無敵騎兵團果然遭到織田與德川勢的3000挺鐵砲擊潰並且全滅，戰報傳來，信房自願帶領一部分兵力殿後掩護勝賴逃亡；當勝賴平安成功逃離戰場的消息在獲得確認後，信房便調轉馬首，英勇的衝入追趕而來的織田軍陣中砍殺，最後壯烈戰死。
綜觀信房的一生，擁有「不死身的鬼美濃」的異名，同時人望、政略、智謀、武勇俱備，為武田家智勇兼備的武將。

## 家族
嫡子：馬場昌房

## 逸話
- 當信玄對駿河國攻略的時候，信房擔當先鋒，後來看見了很多今川氏的財寶，雖然信玄的指示是將所有寶物運出，但是他為免被稱為「掠奪者的後世」，他決定將所有寶物燒毀，其後信玄感謝信房保住了名聲。
- 信房一生征戰40餘年，參與的大小合戰70餘場，身上從沒有一處傷痕，所以被稱為“不死身的鬼美濃”。
- 教來石景政時代，從足輕大將山本勘助習得築城術。負責深志城、牧之島城、江尻城、諏訪原城、田中城、小山城等各地（尤其是東海道方面的城砦）武田方支城的築城工作。